# Phaius corymbioides
Phaius corymbioides är en orkidéart som beskrevs av Rudolf Schlechter. Phaius corymbioides ingår i släktet Phaius och familjen orkidéer. Inga underarter finns listade i Catalogue of Life.